# Kék bálna (internetes jelenség)
A Kék bálna (angolul: Blue Whale Challenge) egy állítólagos internetes játék és a folyományaként megfigyelhető jelenség, illetve internetes visszaéléssorozat, amely egyes állítások szerint több, akár 130 tinédzser halálát okozta Oroszországban és más országokban. A beszámolók szerint a „játékban” résztvevőknek különféle feladatokat kell végrehajtaniuk, melyek végül öngyilkossághoz vezethetnek.
A visszaélés 2017 márciusában nagy visszhangot kapott a nemzetközi (bulvár) sajtóban, bár a jelenséggel kapcsolatos források igen ellentmondásosak. Ismert ugyan, hogy vannak öngyilkosságot propagáló csoportok az internetes közösségi oldalakon, de a Kék bálnával való azonosításuk, illetve maga a jelenség léte sem nyert eddig megbízható igazolást. Eddig nem sikerült egyértelmű kapcsolatot feltárni konkrét öngyilkossági esetek és a Kék bálna, vagy hozzá hasonló megmozdulások között, azonban több esettel kapcsolatban is folynak vizsgálatok erre vonatkozólag. Egyes reakciók szerint a pánikkeltő, forrás nélkül közölt cikkek tartalma nagyrészt igazolhatatlan, viszont elősegítheti hasonló esetek megtörténtét, melyben felelőssége lehet a bulvársajtónak.

## Története
A nemzetközi sajtófigyelem előzménye egy orosz nyelvű internetes újságcikk volt, mely 130 orosz fiatal közelmúltbeli[mikor?] halálának körülményeit taglalta. A cikkben forrás nélkül közöltek adatokat több tucat halálesetről, melyeket egy, az orosz VKontakte közösségi oldalon található csoporttal hoztak összefüggésbe. A közösségi oldalakon terjedő jelenség állítólag Oroszországból indult, majd Romániában, Kazahsztánban, Kirgizisztánban és más országokban is megjelent. Egyes források szerint a Kék bálnát az orosz Filipp Bugyejkin indította 2013-ban. 2017. novemberében letartóztatták, 15 fiatal halálba kényszerítésének vádjával, jelenleg[mikor?] vizsgálat folyik ellene. Beismerő vallomást tett, ugyanakkor közölte, nem érez lelkiismeret-furdalást. Az orosz hatóságok a Kék bálnával kapcsolatos szervezői tevékenységgel gyanúsítják.
Az állítólagos áldozatok közül Rina Palenkova esete igen nagy médiavisszhangot keltett, bár esetét jellemzően csak a bulvársajtó tárgyalja részletesen, így megbízható források nem állnak rendelkezésre. Széles körben ismertté vált továbbá egy 19 éves kazah fiatal Karagandában történt öngyilkossági esete, mely egyes bulvárkiadványok szerint a Kék bálna jelenséghez köthető, viszont az áldozat egy rokona később maga jelezte, hogy erről nincs szó. A jelenségről 2017 februárjában részletes cikket közölt a Szabad Európa Rádió, melyben felhívták a figyelmet arra, hogy a Kék bálna jelenséggel kapcsolatban nincsenek bizonyítható esetek. A cikk beszámol arról, hogy az orosz sajtó egyes orgánumai feltételezésekbe bocsátkoznak az esettel kapcsolatban. Figyelmeztetnek, hogy hasonló pánikkeltésre más esetek is előfordultak már az internetes médiában, melyben komoly szerepe van a klikkvadászatot folytató bulvármédiumoknak.
2017 júniusában Moszkvában letartóztattak egy orosz postást, a 26 éves Ilja Szidorovot, aki bevallotta, ő találta ki a Kék bálna játékot.

### A magyar sajtóban
Az eset állítólagos magyar szálairól először a Ripost bulvárlap írt. A híroldal egy későbbi, a témát feldolgozó cikkéből kiderül, hogy a korábban említett halálesettel kapcsolatban a Hajdú-Bihar megyei Rendőr-főkapitányság már folytatott nyomozást, de ennek során bűncselekményre utaló jel nem merült fel. A bulvárlap később újabb, forrásmegjelölés nélküli cikkben adott közre egy listát, mely az állítólagos feladatokat tartalmazza.
A témát egy internetes álhírekkel és városi legendákkal foglalkozó weblap is tárgyalta, cikkükben felhívták a figyelmet a média ellenőrizetlen hírek terjesztésével kapcsolatos felelősségére. Az ORFK 2017 áprilisában közleményben jelentette be, hogy a magyar rendőrségre nem érkezett bejelentés „Kék bálna” internetes csoporttal kapcsolatban. A 24.hu hírportál április 7-én a rendőrségi bejelentést cáfoló hírt tett közzé, bár állítására hiteles forrást nem közölt. A Nemzeti Média- és Hírközlési Hatóság április 7-én közleményt adott ki a Kék bálnát tárgyaló internetes cikkekkel kapcsolatban, melyben ajánlásokat tett a médiumok számára, hogy hogyan kerülhetik el az álhírterjesztést és felhívja a figyelmet a szenzációkeltő, ellenőrizetlen információkon alapuló híradások veszélyeire. Április 9-én KenyTheOne magyar videós egyéb, az internettel kapcsolatos problémák mellett felhívta a figyelmet a játék hírének terjesztésének veszélyeire.

## A „játék” lényege
A beszámolók szerint a VK orosz közösségi oldalon működő csoportba való belépéskor, vagy az üzenőfalon egy bizonyos hashtag elhelyezésekor a részt vevő névtelen moderátoroktól feladatokat kap. A lista 50 feladatból áll, amelyek napról napra egyre extrémebbek. A játékszabályok azt sugallják, hogy a feladatteljesítés félbehagyása retorziót vonhat maga után. Egyes esetekben fenyegetésről, zsarolásról számoltak be.
Bár az öngyilkosság önmagában bűncselekményt nem valósít meg, de mások öngyilkosságában való közreműködést a legtöbb országban, így Magyarországon is a törvény az élet, a testi épség és az egészség elleni bűncselekményként bünteti.

## Reakciók
- 2017 márciusában kb. 130 esettel kapcsolatban folyt nyomozás Oroszországban, melyet kisebb-nagyobb mértékben a Kék bálna jelenséghez kötnek.[16]
- 2017 márciusában a román belügyminiszter aggályait fejezte ki a veszélyes jelenség miatt.[17] Bukarest polgármestere a játékot igen veszélyesnek nevezte.[18]
- 2017. április 3-án az ORFK Kommunikációs Szolgálata közleményében arról tájékoztat, hogy az esettel kapcsolatban a rendőrségre nem érkezett bejelentés.[11]